# Mekhitar I de Grner
Mekhitar I de Grner o de Gerner fou patriarca de l'església armènia del 1341 al 1355.
Fou escollit en un moment de forta confrontació. Els nakharark hostils als llatins i els sectors religiosos nacionalistes havien assassinat al rei Lleó V d'Armènia Menor, però no tenien prou força per imposar els seus punt de vista, i la corona va passar a Guiu de Lusignan, hereu testamentari del mort, que lògicament encara era més favorable a la unió de les esglésies. El camarlenc Joan de Lusignan fou assassinat el 1343 i el mateix rei el 17 de novembre de 1344. El tron va passar a un nakharar armeni de la família reial hethumiana, Constantí V, nacionalista i oposat a la unió, que quan va ser al poder es va veure abocat a fer el mateix que els seus antecessors. Mekhitar va convocar un concili a Sis (1345) on nominalment fou reconeguda la primacia de l'església romana, però els llegats del papa Climent VII d'Avinyó no van poder obtenir de Mekhitar un conjunt de declaracions teològiques i retraccions que se li exigien.
Va morir el 1355 i el seu successor, Mesrob I d'Artaz, no fou escollit fins al 1359.